# Mikoyan-Gourevitch DIS
Le Mikoyan-Gourevitch DIS (En russe : Дальний истребитель сопровождения - "Chasseur intercepteur à longue portée") était un prototype d'avion de chasse soviétique de la seconde guerre mondiale. La désignation de service MiG-5 était réservée à la version de production de l'avion. Il était prévu de développer également des versions de reconnaissance et de bombardement, mais ces plans ont été perturbés par l'invasion allemande de juin 1941. Le projet a été bloqué par l'échec de son moteur en ligne prévu, le Mikulin AM-37, et ses performances décevantes quand un second prototype a été construit avec des moteurs en étoile M-82. Le projet été annulé en 1943 avec au moins deux prototypes construits.

## Design et développement
Le NKAP ( Narodnyy komissariat aviatsionnoy promyshlennosti - Ministère populaire de l'industrie aéronautique) a demandé le 7 octobre 1940 que l'OKO ( opytno-konstrooktorskiy otdel - Département de conception expérimentale) de l'usine n ° 1 ( Zavod ), qui deviendra plus tard le bureau d'études Mikoyan-Gurevich (OKB), commence à travailler sur un chasseur d'escorte bimoteur à longue portée  monoplace destiné à utiliser le moteur AM-37, alors en cours de développement par Mikulin. Il a également demandé que les spécifications, accompagnées d'un modèle, soient prêtes à être discutées le 12 novembre de la même année. Trois jours plus tard, Mikoyan et Gurevich reçurent l'ordre de produire trois prototypes pour subir des essais d'acceptation par l'État les 1er août, 1er septembre et 1er novembre 1941. Après la réunion, le NKAP élargit ses rôles pour inclure le bombardement, l'attaque à la torpille, la reconnaissance et l'interdiction. 
Monoplan bimoteur à aile basse et double queue, le DIS était de construction mixte. La partie avant était construite en duralumin, la partie centrale était une monocoque en bois et la partie arrière était en tubes d'acier recouverts en duralumin. Les doubles queues étaient en bois et avaient un stabilisateur horizontal à incidence variable et commande électrique. Les stabilisateurs avaient un cadre en duralumin, mais étaient recouverts de tissu. L'aile à deux longerons a été réalisée en trois morceaux. La section centrale était en métal, les panneaux extérieurs étaient en bois avec des ailerons recouverts de tissu et des volets Schrenk recouverts de placage. L'aile avait un bec de bord d'attaque sur les deux tiers de sa longueur. Le train d'atterrissage principal était rétracté vers l'arrière derrière les nacelles du moteur et la roue arrière se rétractait dans le fuselage arrière. Les moteurs en ligne Mikulin AM-37 étaient suspendus sous les ailes avec les refroidisseurs d'huile  montés dans les panneaux extérieurs des ailes. Les prises d'air pour les compresseurs du moteur étaient situées dans le bord d'attaque de l'aile. Le pilote avait un panneau de verre sur le dessous du nez pour améliorer sa visibilité vers le bas, et il était protégé par un blindage de 9 mm  d'épaisseur à l'avant, à l'arrière, sur les côtés et sous le siège. La capacité de carburant était de 1 920 litres dans deux réservoirs protégés derrière le pilote et quatre autres dans les ailes.
Le DIS était destiné à être armé d'un canon VYa (en) de 23 mm avec 200 cartouches dans une nacelle sous le nez, mais le VVS a préféré le canon Taubin MP-6. Le DIS devait en emporter deux avec 120 cartouches par canon, mais cela s'est avérés être un échec et l'avion est revenu au canon VYa d'origine. Chaque racine d'aile devait avoir une mitrailleuse Berezin UBS synchronisée de 12,7 mm (0,50 in) avec 300 cartouches montées en dessous d'une paire de mitrailleuses ShKAS de 7,62 mm (0,300 in) avec 1000 cartouches par canon. La nacelle des canon pouvait être retirée et des bombes jusqu'à 1000 kg ou une torpille pouvaient être transportées à la place.

## Essais en vol
Le premier prototype, avec la désignation interne de T, effectue son premier vol le 11 juin 1941. Ses premiers essais en vol, menés par le constructeur, entre le 1er juillet et le 5 octobre, sont une déception puisqu'il ne peut atteindre qu'une vitesse de 560 km/h  à 7 500 mètres, 104 km/h de moins que prévu. Les hélices tripales AV-5L-114 de 3,1 mètres ont été remplacées par des hélices quadripales AV-9B-L-149 de 3,1 mètres  et l'installation du moteur a été repensée, après des essais en soufflerie par TsAGI (Central Aero and Hydrodynamics Institute), qui a révélé que les nacelles du moteur mal conçues étaient la principale cause de la traînée excessive. Après modifications, l'avion a atteint 610 km/h à une altitude de 6 800 mètres. Son temps de montée à 5 000 mètres  était de 5,5 minutes. Même avec ces améliorations le LII (Lyotno-Issledovatel'skiy Institoot - Flight Research Institute) n'a  recommandé  la production, mais a recommandé que le développement et les tests se poursuivent. L'avancée allemande sur Moscou en octobre 1941 a contraint l'Institut et le DIS à évacuer vers Kazan tandis que l'OKO et son usine se rendent à Kuibyshev. L'échec de l'AM-37 à entrer en production a condamné le projet, au moins temporairement. 
L'OKO, ainsi que tous les autres concepteurs d'avions, avaient reçu l'ordre d'utiliser le moteur en étoile Shvetsov ASh-82 comme moteur de secours pour leurs produits en mai 1941, mais l'évacuation a perturbé la production de cette version, connue en interne sous le nom d' IT et il n'a été construit qu'à l'automne 1942. Mis à part les moteurs, il différait du T sur de petits points. Son cône arrière a été divisé verticalement pour être utilisé comme aérofrein  et l'armement a été révisé pour ne se composer que de deux canons VYa dans la nacelle sous le nez avec 150 cartouches chacun et quatre mitrailleuses Berezin UBK montées dans les racines des ailes. Il a effectué son premier vol le 28 janvier 1943 et a ateint une vitesse de pointe de 604 km/h  et un temps à 5 000 mètres de 6,3 minutes. Les essais en vol ont été arrêtés le 10 février lorsque les carburateurs sans flotteur ont dû être envoyés à TsIAM ( Tsentrahl'nyy Institoot Aviatsionnovo Motorostroyeniya - Institut central des moteurs d'aviation) pour réglage. Il y avait des problèmes  avec ceux-ci et ils ont retardé l'ensemble du projet jusqu'à ce qu'il soit annulé en octobre 1943. 
La désignation de service MiG-5 était réservée à la version de production de cet avion, comme en témoigne la commande NKAP du 2 octobre 1941, qui ordonnait à Zavod n° 1 de commencer la fabrication du MiG-5 après l'achèvement de ses tests d'acceptation par l'État. D'autres désignations connues pour l'avion dont  DIS-200 et Idzeliye 71, sa désignation d'usine. La version bombardier, si elle était entrée en production, aurait pu être connue sous le nom de MiG-2.
On sait que deux prototypes ont été construits, mais certains enregistrements suggèrent que d'autres ont également été construits. La commande initiale prévoyait trois avions et a été modifiée plus tard pour deux avions supplémentaires équipés de moteurs M-82. Certaines sources citent des dates pour le premier vol de cette dernière version de janvier 1942 et du 15 octobre 1941, ce qui pourrait indiquer que deux de ces dernières versions ont été achevées, ou il pourrait simplement s'agir d'erreurs d'écriture.

## Variantes
- DIS – désignation de base
- DIS-T - prototype initial avec 2 × moteurs en ligne Mikulin AM-37 (en) de 1 400 ch chacun.
- DIS-IT - deuxième prototype avec 2 × moteurs en étoile Shvetsov M-82 (en) F de 1 700 ch chacun; d'autres modifications subtiles ont été ajoutées pour améliorer les performances.
- MiG-5 - désignation réservée aux forces aériennes soviétiques pour les avions de production (non utilisé).

### Aéronefs comparables
- de Havilland Mosquito
- Tupolev Tu-2
- Petlyakov Pe-2
- Focke-Wulf Fw 187
- Lockheed P-38 Lightning
- Messerschmitt Bf 110
- Nakajima J5N
- Westland Whirlwind